# 一輪
『一輪』（いちりん）は、相田翔子が2011年12月7日にアップフロントワークスから公式発表され、同日iTunes Store、およびレコチョク、アップフロント着信。フルにおいて配信されたデジタル・ダウンロードシングルである。

## 解説
- この楽曲はギタリストである吉田次郎のインストナンバー「I wanna go　home」に相田自身が自ら詞を付けた楽曲である。
- 相田自身にとっては2004年発表の『夜明けの雨はピアニッシモ』以来、実に7年ぶりとなる楽曲であり[1]、初のオリジナル・デジタル・ダウンロードシングルでもある。なお、この楽曲のCD化の予定に関しては当初未定となっていたが、2013年9月4日にアップフロントワークス（zetimaレーベル）から発売された相田自身のデビュー25周年記念オリジナル・アルバム「This Is My Love」に表題曲の「一輪」が収録された。

## 収録曲
※全作詞：相田翔子、全作曲・編曲：吉田次郎
1. 一輪[5:18]
2. ひかりのとびら[5:51]

## 注
1. ↑  このほか、原曲歌唱者のKANらとの「がんばろうニッポン 愛は勝つ シンガーズ」名義として参加した「愛は勝つ」を含めた場合だと、およそ6ヶ月ぶりとなる。